# Клемен Препелич
Клемен Препелич (Марибор, 20. октобар 1992) словеначки је кошаркаш. Игра на позицији бека, а тренутно наступа за Дубаи.

## Биографија
Сениорски деби имао је у Бранику из Марибора током сезоне 2009/10, али већ по њеном завршетку прешао је у Хелиос из Домжала. Добре игре у Хелиосу донеле су му 2012. између осталог учешће на Ол-стар утакмици словеначког првенства, а 23. августа исте године и прелазак у Унион Олимпију. Са љубљанским клубом освојио је Куп Словеније за 2013. годину. Дана 29. јула 2013. ставио је потпис на трогодишњи уговор са турским Банвитом, али се тамо ипак задржао само једну сезону. У Унион Олимпију вратио се 1. новембра 2014. године и у њеном дресу је провео остатак сезоне. У сезони 2015/16. је наступао за Олденбург. У сезони 2016/17. бранио је боје Лиможа. Сезону 2017/18. провео је у екипи Левалоа Метрополитан. Дана 9. јула 2018. године потписао је двогодишњи уговор са мадридским Реалом. У августу 2019. одлази на једногодишњу позајмицу у Хувентуд. У јулу 2020. потписује уговор са Валенсијом.
За сениорску репрезентацију Словеније први пут је заиграо 2014. на Светском првенству одржаном у Шпанији.

## Успеси

### Клупски
- Унион Олимпија:
  - Куп Словеније (1): 2013.
- Реал Мадрид:
  - Првенство Шпаније (1): 2018/19.
  - Суперкуп Шпаније (1): 2018.

### Репрезентативни
- Европско првенство:  2017.

### Појединачни
- Учесник Ол-стар утакмице Првенства Словеније (1): 2012.